# Radiología intervencionista
Radiología intervencionista (abreviada RI, IR o en ocasiones VIR para radiología de intervención vascular, también conocida como cirugía con imagen o cirugía radiológica) es una subespecialidad de la radiología en la que se utilizan técnicas de imagen para ejecutar procedimientos mínimamente invasivos. Algunos de estos procedimientos solo tienen como fin el diagnóstico (ej.: angiograma), mientras que otros son realizados como parte de tratamientos específicos (ej.: angioplastia).
El objetivo de la radiología intervencionista es diagnosticar o tratar patologías con una técnica mínimamente invasiva. Se utilizan imágenes para dirigir los procedimientos radiológicos, que son usualmente ejecutados con agujas, guías y catéteres. Las imágenes proporcionan una guía que permite al radiólogo encaminar estos instrumentos a través del cuerpo hacia las áreas seleccionadas. Al minimizar el trauma físico del paciente, se reducen los ratios de infección, el tiempo de recuperación y se acorta la estancia hospitalaria postoperatoria.

## Historia
Los avances en el campo de la radiología, como la técnica de Seldinger, junto con la innovación instrumental, conllevaron un desarrollo rápido en los procedimientos intervencionistas en los años 70. Se objetivó que los procedimientos cardiovasculares obtenían un mayor beneficio con una mínima intervención. Uno de los procedimientos con mayor aplicación de esta técnica ha sido el cateterismo.
Los radiólogos intervencionistas fueron pioneros en la medicina moderna con el cateterismo y la angioplastia con colocación de stents. La angioplastia fue realizada por primera vez por el Dr. Charles Dotter, aunque no utilizó el catéter con globo, sino dilatadores coaxiales, y trató por primera vez una arteria ocluida en una paciente a ser amputada. Ella era una mujer de 82 años de edad, quien se negó la cirugía de amputación, logró abrir la arteria y que ella pudiera mantener su pie izquierdo devastado por la gangrena. Para la incredulidad de su cirujano, el dolor cesó, comenzó a caminar, y tres dedos de los pies "irreversiblemente" engangrenados se desprendieron espontáneamente. Salió del hospital caminando con ambos pies. El crecimiento de la radiología intervencionista se vio impulsado por los lazos entre los intervencionistas como Charles Dotter y los inventores y fabricantes de dispositivos innovadores como Andreas Grüntzig, Julio Palmaz, Kurt Amplatz y Bill Cook. El Dr Dotter, radiólogo intervencionista, es conocido como el "padre de la radiología intervencionista" por ser pionero en esta técnica, fue nominado para el Premio Nobel de Fisiología o Medicina en 1978.
Alejandro Margulis acuñó el término "intervención" para estas nuevas técnicas, mínimamente invasivas. Hizo hincapié en que para seguir estando a la vanguardia de la innovación, los radiólogos intervencionistas deben poseer una formación especial, la habilidad técnica, los conocimientos clínicos, la capacidad para atender a los pacientes, y colaborar estrechamente con los cirujanos y subespecialistas de medicina interna.

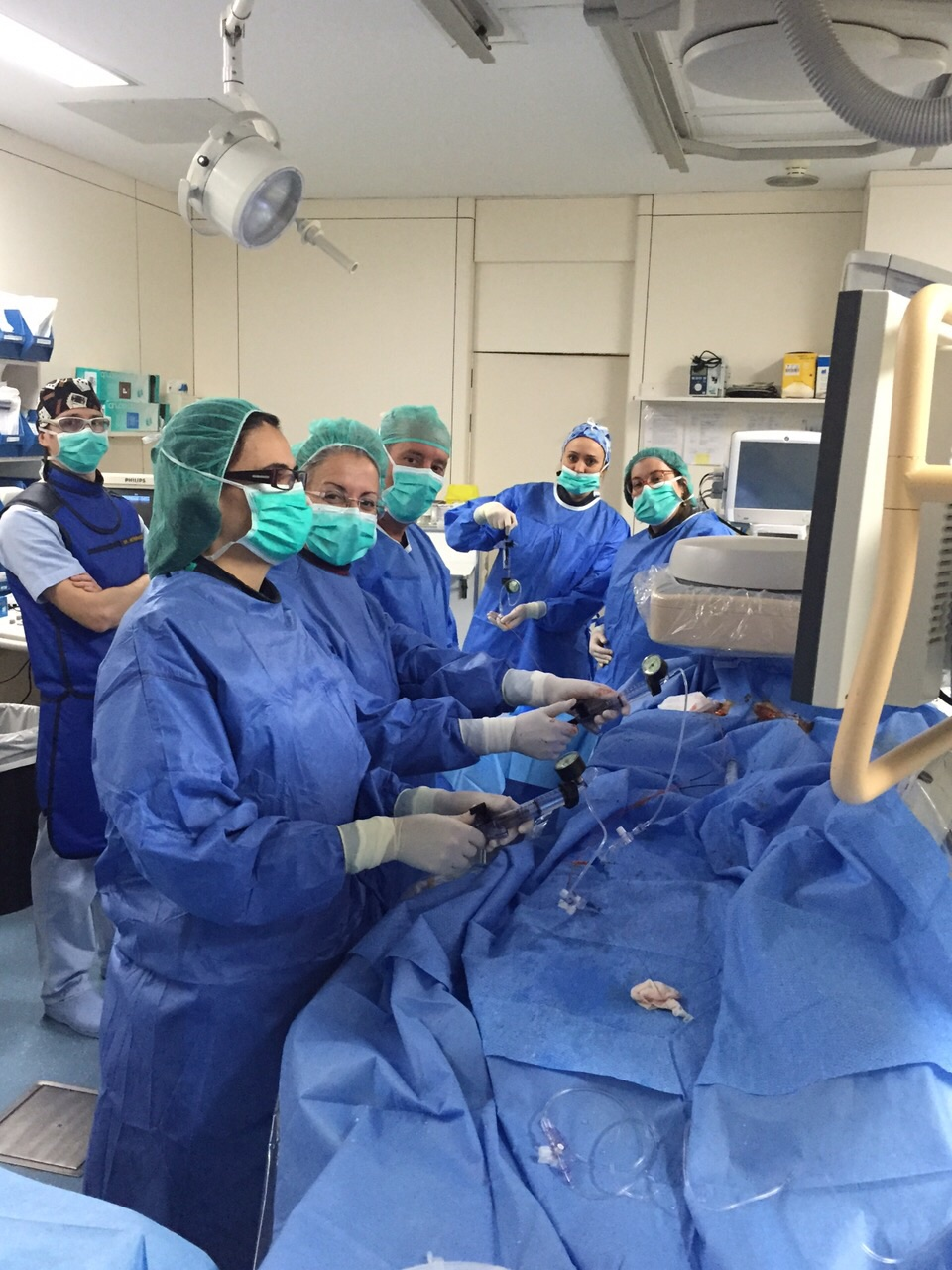
Trabajo en sala de radiología intervencionista en el Hospital Valle de Hebrón de Barcelona

El desarrollo de los stents comenzó poco a poco. En 1969, Dotter concibió la idea de endoprótesis expandibles con un resorte intra-arterial. Los primeros stents desarrollados por Dotter Andrew y Craig fueron hechos de nitinol. Gianturco presentó su autoexpandible Z. Hans Wallsten introdujo un stent autoexpandible de malla y Julio Palmaz el stent de globo expandible, que fue perfeccionado más tarde y se introdujo en la práctica clínica. La angioplastia y la implantación de un stent revolucionaron la medicina y abrió el camino para las aplicaciones más conocidas de la angioplastia de arteria coronaria y la colocación de stent.

## Entrenamiento
Como en la mayoría de las especialidades médicas, el entrenamiento varía en función de las reglas y las regulaciones de cada país. En los Estados Unidos, los radiólogos de esta especialidad son personas que han cumplido cuatro años de medicina, un año preliminar de internado, un programa de residencia de otros cuatro años de duración y por último una subespecialización de uno o dos años en radiología intervencionista y vascular.

## Técnicas de imagen
Se utiliza predominantemente la fluoroscopia, que es una forma de trabajar en tiempo real. Actualmente casi exclusivamente se usa la "fluoro" como suele llamársele, con tubos radiológicos e intensificadores montados sobre un arco en C. Utiliza radiación ionizante. Otra forma de trabajar en tiempo real es la ecografía, permite direccionar agujas para accesos vasculares, llegar a órganos para tomar biopsias y drenar colecciones de una manera segura. La ecografía intervencionista suele enlazarse a la fluoroscopía. La  tomografía computarizada es una herramienta muy útil para acceder a lesiones de distintos tipos. Suele ser una manera estática de trabajar aunque hay equipos que permiten trabajar en tiempo real usando la fluorotomografía. No es muy popular debido a la alta irradiación del operador. Utiliza radiación ionizante. La resonancia magnética  permite hacer algunos tipos de intervencionismo con materiales especiales y con equipos abiertos, no es tan popular.

## Procedimientos en los que se emplea
- Angiografía: se toma una imagen de los vasos sanguíneos para observar anomalías con el uso de varios medios de contraste, incluyendo contraste iodizado y CO2.
- Embolización: se bloquean vasos arteriales anormales u órganos, con el propósito de parar el sangrado, incluyendo embolización de la arteria uterina para tratamiento percutáneo de la miomatosis uterina. Se utilizan varios agentes de embolización, incluyendo alcohol, pegamento, partículas de alcohol poli-vinyl, embosferas, etc.
- Quimioembolización: Se basa en el bloqueo de las arterias que irrigan los tumores hepáticos malignos, mediante la combinación de materiales de oclusión que transportan la medicacion quimioterapica hasta el interior del tumor. Se puede utilizar una emulsión del agente quimioterapico con lipiodol ultrafluído o bien con esferas precargables con quimioterapia. Es una terapia mínimamente invasiva, bajo sedación consciente y con corta estancia hospitalaria.[4][5]
- Colescistotomía: Se coloca un tubo en la vesícula biliar para remover bilis infectada en pacientes con colecistitis que están muy débiles o enfermos para soportar una intervención quirúrgica.
- Inserciones de drenaje: Colocación de tubos en diferentes partes del cuerpo para drenar fluidos. (ej.: drenaje de abscesos espontáneos o residuales post quirúrgicos, para remover pus, drenajes pleurales)
- Trombólisis: Tratamientos que tiene como propósito disolver los coágulos sanguíneos, con medios farmacéuticos y mecánicos.
- Filtros VCI: Filtros mecánicos que se colocan en la vena cava inferior para prevenir la migración de coágulos de una trombosis venosa profunda, que se convertirían en émbolos y ocasionarían un tromboembolismo pulmonar, la que es una complicación muchas veces mortal. Existen filtros temporales y permanentes.
- Biopsia: La obtención de una parte de tejido de una parte específica del cuerpo para examen patológico desde un enfoque percutáneo o transyugular (solo en hígado).

## Herramientas
Hay varios tipos de catéteres utilizados en este procedimiento los cuales se pueden dividir en 5 tipos: 
- Catéteres de diagnóstico angiográfico.
- Micro catéteres
- Catéteres de drenaje
- Catéteres con globo
- Catéteres venosos centrales, temporales y de larga permanencia